# Louis Tessier (football)
Pour les articles homonymes, voir Louis Tessier et Tessier.
Louis Tessier (1889-1969) est un footballeur international français du début du XXe siècle. 

## Biographie
Son poste de prédilection est gardien de but. Il compte cinq sélections en équipe de France de football, Belgique-France au Stade du Vivier d'Oie à Bruxelles en 1909, France-Angleterre amateur à Gentilly au stade de la F.G.S.P.F en 1909, France-Belgique à Gentilly au stade de la F.G.S.P.F en 1910, Angleterre amateur-France stade Goldstone Ground à Brighton en 1910, enfin Italie-France à Milan stade Arena Civica en 1910.

### Clubs successifs
- AS Bon Conseil

### Carrière
Les douze premiers matches de l'histoire de l'équipe de France ont mis en scène 6 gardiens (Maurice Guichard, Georges Crozier, Zacharie Baton, André Renaux, Maurice Tillette et Fernand Desrousseaux). Tessier est le septième à occuper le poste. Il enchaîna cinq sélections, encaissant 36 buts. On le félicita dans la presse de l'époque pour son aptitude à se servir de ses mains, alors que la plupart des gardiens n'utilisaient que leurs pieds[réf. souhaitée].